# Christopher Stanley
Christopher Stanley (* 1965 in Providence, Rhode Island) ist ein US-amerikanischer Schauspieler. Bekanntheit erlangte er vor allem durch die wiederkehrende Nebenrolle des Henry Francis in der preisgekrönten US-amerikanischen Fernsehserie Mad Men (seit 2009).

## Leben
Christopher Stanley wurde in Providence, Rhode Island, geboren, wo er mit vier Brüdern aufwuchs. Seine Schauspielausbildung absolvierte er am 1973 von Peggy Feury und Bill Traylor an der US-amerikanischen Ostküste gegründeten Loft Studio. Weiterhin nahm er Unterricht beim US-amerikanischen Schauspieler Robert Lewis, Mitbegründer des Actors Studio, und dem panamaischen Theaterregisseur José Quintero.
In seinen Anfangsjahren als Schauspieler trat er unter dem Namen Chris Stanley in Erscheinung. Sein Filmdebüt gab er 1986 mit einer Statistenrolle in J. Lee Thompsons Polizeifilm Murphy’s Gesetz. Von 1990 bis 1991 bekleidete Stanley die wiederkehrende Rolle des Agenten Nick Biaggi in der Fernsehserie D.E.A. – Krieg den Drogen von Fox. Die um Seriosität und Authentizität bemühte Krimiserie handelte von einer New Yorker Sondereinheit zur Drogenbekämpfung (Drug Enforcement Administration), die auch über die Grenzen der Vereinigten Staaten hinweg operiert. In Deutschland wurde die Serie zu zwei Spielfilmen (Das Kartell des Todes, 1991; Das Kartell des Todes II, 1992) zusammengesetzt und als VHS vermarktet.
Nach der Einstellung von DEA war Stanley in den folgenden Jahren hauptsächlich mit Gastrollen in fast zwei Dutzend Serien vertreten, darunter so bekannte Formate wie Practice – Die Anwälte, Akte X – Die unheimlichen Fälle des FBI, Boston Legal, 24 oder Without a Trace – Spurlos verschwunden. Häufig wurde er in der Rolle des Polizisten besetzt. Eine der wenigen wiederkehrenden Rollen bekleidete er in der Krimiserie New York Cops – NYPD Blue, in der er als rassistischer Officer Szymanski zu sehen war, der sich mit einem schwarzen Lieutenant (James McDaniel) anlegt.
Einem breiten US-amerikanischen Fernsehpublikum wurde Stanley ab 2009 durch die in den 1960er Jahren spielende US-amerikanische Serie Mad Men bekannt. Ab der dritten Staffel übernahm Stanley die Nebenrolle des Henry Francis, eines einflussreichen politischen Beraters im Stab des New Yorker Gouverneurs Nelson Rockefeller, der sich in die weibliche Hauptfigur Betty Draper (dargestellt von January Jones) verliebt und schließlich nach ihrer Scheidung ehelicht. 2010 wurde Stanley als Teil des Schauspielensembles von Mad Men mit einem Screen Actors Guild Award geehrt.
Neben Mad Men übernahm Stanley eine Gastrolle als gewissenloser Anwalt Mark Cordell in der Serie The Defenders (2010). 2012 übernahm er eine kleine Nebenrolle in Ben Afflecks Thriller Argo. Im gleichen Jahr war er in Zero Dark Thirty als Admiral William H. McRaven zu sehen.
Christopher Stanley ist verheiratet. Er begeistert sich unter anderem für die Bostoner Sportvereine Red Sox, Celtics sowie die New England Patriots. Er zählt seit seiner Jugend das Boxen zu seinen Hobbys.

## Filmografie (Auswahl)

### Filme
- 1986: Murphy’s Gesetz (Murphy’s Law)
- 1991: Das Kartell des Todes (Death Merchants I)
- 1992: Das Kartell des Todes II (Death Merchants II)
- 1994: Kangaroo Court (Kurzfilm)
- 1996: Surrogate Mother
- 1996: Crosscut – Verfolgt von der Mafia (Crosscut)
- 2012: Argo
- 2012: Zero Dark Thirty

### Fernsehserien (Auswahl)
- 1990: Freddy’s Nightmares (eine Folge)
- 1990–1991: D.E.A. – Krieg den Drogen (13 Folgen)
- 1996: Palm Beach-Duo (Silk Stalkings, eine Folge)
- 1997: Practice – Die Anwälte (The Practice, eine Folge)
- 1997–1998: Brooklyn South (zwei Folgen)
- 1997–2001: New York Cops – NYPD Blue (NYPD Blue, vier Folgen)
- 1998: Martial Law – Der Karate-Cop (Martial Law, eine Folge)
- 1998–1999: Cracker (Fernsehserie, drei Folgen)
- 1999: Ein Wink des Himmels (Promised Land, eine Folge)
- 2001: Akte X – Die unheimlichen Fälle des FBI (The X-Files, zwei Folgen)
- 2001: Frauenpower (Family Law, eine Folge)
- 2001: Philly (Fernsehserie, eine Folge)
- 2004: 24 (eine Folge)
- 2008: Boston Legal (eine Folge)
- 2008: In Plain Sight – In der Schusslinie (In Plain Sight, zwei Folgen)
- 2009: Without a Trace – Spurlos verschwunden (Without a Trace, eine Folge)
- 2009–2015: Mad Men
- 2010: Memphis Beat (eine Folge)
- 2010: Lie to Me (eine Folge)
- 2010: The Defenders (zwei Folgen)

## Auszeichnungen
- 2010: Screen Actors Guild Award als Teil des Schauspielensembles von Mad Men
- 2011: Nominierung für den Screen Actors Guild Award als Teil des Schauspielensembles von Mad Men